# Brimonidin
Brimonidin ist ein Arzneistoff aus der Gruppe der Sympathomimetika. Er wird in Form von Augentropfen zur Senkung eines erhöhten Augeninnendrucks bei Patienten mit Offenwinkelglaukom und in Form eines Gels zur Anwendung auf der Haut zur symptomatischen Behandlung des Gesichtserythems bei Rosazea eingesetzt. Brimonidin wurde in den 1970er Jahren von dem pharmazeutischen Unternehmen Pfizer entwickelt und patentiert.

## Chemie
Chemisch ist Brimonidin ein Imidazolin mit struktureller Verwandtschaft zu anderen therapeutisch genutzten Vertretern dieser Substanzklasse, wie beispielsweise Clonidin, Moxonidin und Xylometazolin. Pharmazeutisch genutzt wird das Weinsäuresalz (Tartrat) des Brimonidins.
Die Synthese erfolgt durch Umsetzung von 6-Amino-5-bromchinoxalin mit Ammoniumthiocyanat zum entsprechenden Thioureid. Nach Zusatz von Ethylendiamin erfolgt der Schluss des Imidazolinrings zum Brimonidin.

## Pharmakologie

### Wirkweise
Brimonidin ist ein selektiver Agonist an α2-Adrenozeptoren mit einer über 1000-fachen Selektivität gegenüber α1-Adrenozeptoren. An den drei Subtypen des Rezeptors zeigt Brimonidin eine vergleichbare pharmakologische Potenz, wobei es am Subtyp 2A als voller Agonist und an den Subtypen 2B und 2C als ein Partialagonist wirkt. Basierend auf der Aktivierung von α2-Adrenozeptoren am Auge führt Brimonidin zu einer verminderten Bildung von Kammerwasser und erhöht zudem den uveoskleralen Abfluss. Aufgrund seiner hohen Selektivität für α2-Adrenozeptoren sind unter Brimonidin weniger α1-Adrenozeptor-vermittelte Nebenwirkungen zu erwarten als unter Clonidin oder Apraclonidin, einschließlich Mydriasis. Im Gesichtsbereich führt Brimonidin über eine α2-Adrenozeptoraktivierung zu einer Konstriktion kleiner Blutgefäße und reduziert so das Erythem.

### Pharmakokinetik
Nach oraler Aufnahme wird Brimonidin schnell und nahezu vollständig aufgenommen. Auch nach Verabreichung am Auge kann der Wirkstoff im Plasma nachgewiesen werden. Die mittlere Plasmahalbwertszeit bei Lokaltherapie liegt bei etwa 3 Stunden. Die Ausscheidung erfolgt überwiegend nach Biotransformation in der Leber über die Nieren (75 %) in Form seiner Metabolite.

## Medizinische Verwendung

### Anwendungsgebiete
Brimonidin ist in Form von Augentropfen zur Senkung des erhöhten Augeninnendrucks bei Patienten mit Offenwinkelglaukom oder okulärer Hypertension zugelassen. Dabei ist es ein Reservemittel. Sein Einsatz als Monotherapeutikum ist auf Patienten, bei denen lokal angewendete Betablocker nicht verwendet werden dürfen, eingeschränkt. In Kombination mit anderen Augeninnendruck senkenden Arzneimitteln steht es zur Verfügung, wenn mit diesen allein nicht der Zielwert erreicht werden kann.
Darüber hinaus ist Brimonidin in Form eines Gels zur symptomatischen Behandlung des Gesichtserythems bei Rosazea zugelassen.

### Gegenanzeigen
Die lokale Anwendung von Brimonidin ist bei Patienten mit einer bekannten Überempfindlichkeit gegen den Wirkstoff kontraindiziert. Eine Gegenanzeige besteht auch bei Kindern unter 2 Jahren, da in dieser Altersgruppe unter Brimonidinanwendung besonders häufig Symptome von Überdosierung, wie Bewusstlosigkeit, Lethargie, Somnolenz, Hypotonie, Bradykardie, Hypothermie, Zyanose, Blässe, Atemdepression und Apnoe, beobachtet werden konnten. Auch bei Kindern von 2 bis 7 Jahren oder einem Körpergewicht von bis zu 20 kg führt Brimonidin zu einem erhöhten Somnolenz-Risiko und sollte daher nur unter strenger Beobachtung eingesetzt werden. Aufgrund einer Wirkungsverstärkung besteht ebenfalls eine Anwendungsbeschränkung bei Patienten, die gleichzeitig mit MAO-Hemmern, wie Moclobemid und Selegilin, oder den zu einer Verstärkung der Wirkung von Noradrenalin führenden tri- und tetrazyklischen Antidepressiva behandelt werden.

### Wechselwirkungen
Zu Wechselwirkungen von lokal angewendetem Brimonidin mit anderen Arzneistoffen liegen kaum Daten vor. Aufgrund seines Wirkmechanismus und der beobachteten Nebenwirkungen sollte die gleichzeitige Anwendung von Antihypertonika, Digitalisglykosiden, α-Adrenozeptoragonisten und -antagonisten sowie Arzneistoffen mit Auswirkungen auf die Aufnahme und die Verstoffwechslung im Blutkreislauf zirkulierender biogener Amine nur unter Vorsicht erfolgen.

### Unerwünschte Wirkungen
Unter der lokalen Anwendung von Brimonidin stehen insbesondere die Nebenwirkungen am Verabreichungsort im Vordergrund. Bei der Anwendung am Auge können mit einer Häufigkeit von 22 bis 25 % lokale Reizungen, einschließlich Hyperämie, Augenbrennen und Augenstechen, beobachtet werden. Sehr häufig (> 10 %) sind ebenfalls Symptome allergischer Reaktionen am Auge und verschwommenes Sehen. Häufig (1 bis 10 %) treten lokale Reizung des Augenlides und der Bindehaut, Lichtscheu, Hornhauterosionen oder -verfärbungen, trockenes Auge, Bindehautblässe, Sehstörungen und Konjunktivitis auf. Iritis und Miosis sind sehr seltene Nebenwirkungen (< 0,01 %) der Brimonidinanwendung am Auge.
Des Weiteren konnten nach Anwendung am Auge sehr häufig Mundtrockenheit, Kopfschmerz, Ermüdung und – insbesondere bei Kindern – Somnolenz sowie häufig Schwindel, Geschmacksveränderungen, gastrointestinale Symptome, Asthenie beobachtet werden. Gelegentlich (0,1 bis 1 %) treten trockene Nase, Herzklopfen, Herzrhythmusstörungen, Depressionen und systemische allergische Reaktionen auf. Weitere systemische Nebenwirkungen, wie Hypotonie, Synkope, Schlaflosigkeit und Dyspnoe sind selten (0,01 bis 1 %) oder sehr selten (< 0,01 %).
Bei der Anwendung auf der Haut stehen als lokale Nebenwirkungen Erythem, Brennen und Juckreiz (1 bis 10 %) sowie Rosazea, Dermatitis, Hautreizungen, überwärmte oder trockene Haut, Schmerzen, Ausschlag und Akne (0,1 bis 1 %) im Vordergrund.

## Handelsnamen
Monopräparate
Alphagan (D), Mirvaso (D), Generika (D)
Kombinationspräparate
- In Kombination mit Timolol: Combigan (D)